# Les Enragés (bande dessinée)
Pour les articles homonymes, voir Les Enragés.
Les Enragés est une série de bande dessinée française racontant les derniers contrat d'un tueur à gages. Écrite par David Chauvel et dessinée par Erwan Le Saëc, ses cinq volumes ont été publiés de 1994 à 1998 par Delcourt.

## Albums
- Les Enragés, Delcourt, coll. « Sang froid » :

1. Le Dos au mur, 1994  (ISBN 2840550431).
2. Spring Haven, 1995  (ISBN 2840550644).
3. Chinook Blues, 1996  (ISBN 2840550989).
4. Love in Reno, 1997  (ISBN 2840551462).
5. Héritage, 1998  (ISBN 2840552078)[1].

- Les Enragés, Delcourt, coll. « Encrages », 1999  (ISBN 2840553880). Édition intégrale.